# آندره اسپیر
آندره اسپیر (به فرانسوی: André Spire) (زاده ۲۸ ژوئیه ۱۸۶۸ – درگذشته ۲۹ ژوئیه ۱۹۶۶) نویسنده و شاعر قرن نوزدهم میلادی اهل فرانسه بود.